# Style baroque Stroganov
Le baroque Stroganov est le nom donné à une tendance architecturale de certains édifices de baroque russe à la fin du XVIIe siècle et au début du XVIIIe siècle, édifiés, soit à la demande de l'industriel Grigori Dmitrievitch Stroganov (1656—1715), soit en suivant un style semblable.
Les églises de Stroganov se distinguent de la plupart des édifices du baroque moscovite par le fait qu'ils conservent la silhouette traditionnelle de l'église russe à cinq coupoles garnie d'un décor baroque somptueux dispersé sur l'ensemble de ses façades, comme modelé à la main.

## Édifices commandés par Grigori Stroganov
- Monastère de la Présentation de Marie au Temple (Solvytchegodsk) (1689-93, consacrée en 1712)
- Église de Kazan à Oustioujna(1694)
- Église de Smolensk à Gordeevka Nijni Novgorod(1694-97)
- Église de la Nativité-de-la-Sainte-Vierge de Nijni Novgorod

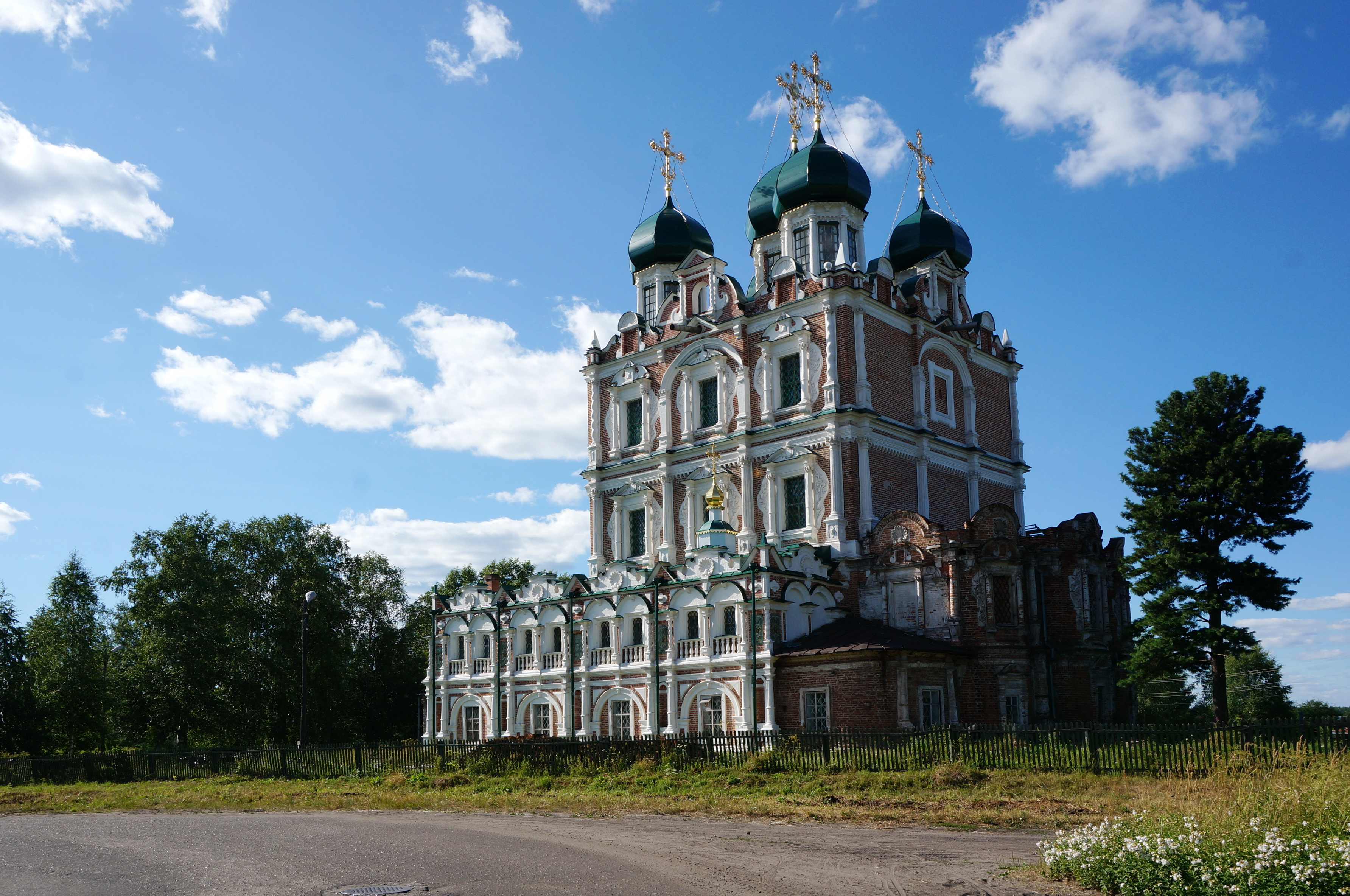
Monastère de la Présentation de Marie au Temple (Solvytchegodsk)
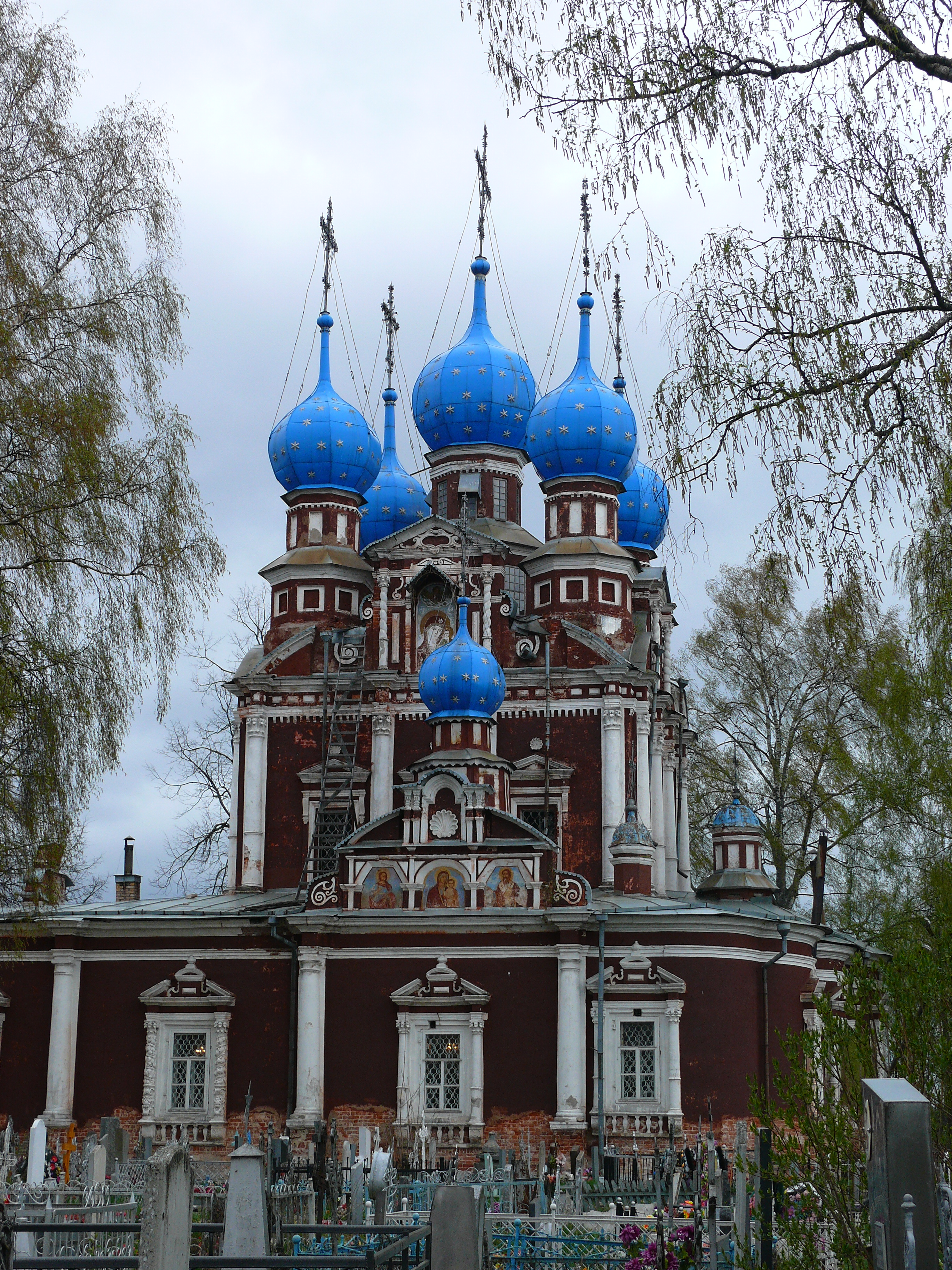
Église de Kazan de l'icône de la Vierge Marie Oustioujna
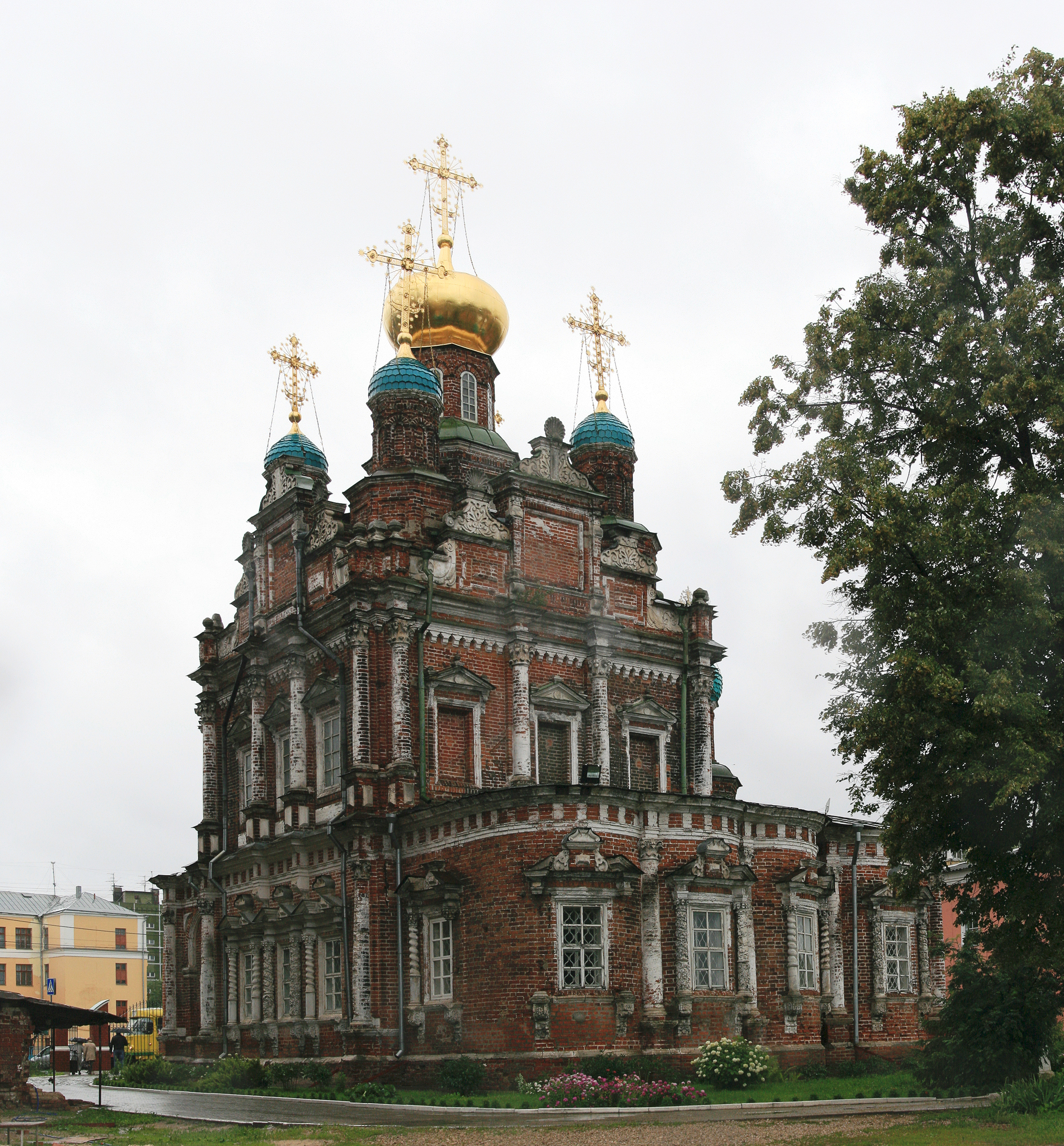
Église de Smolensk à Gordeevka Nijni Novgorod(1694-97)
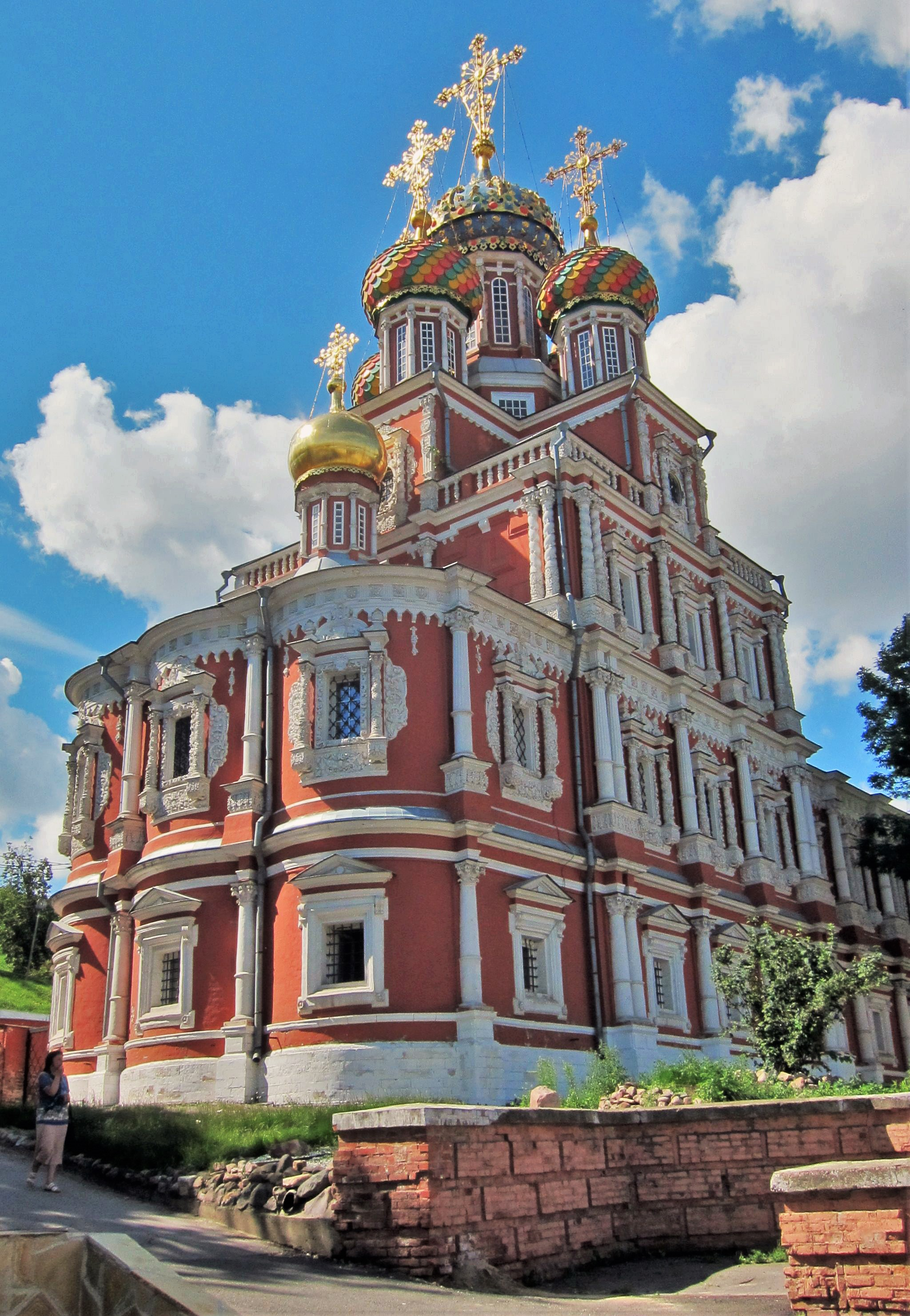
Église de la Nativité-de-la-Sainte-Vierge de Nijni Novgorod

Outre ces quatre édifices commandés par Stroganov, il en existe d'autres qui sont de style proche tels : l'église du village de Nyrov, la cathédrale de Verkhotourié, l'église Saint Jean-Baptiste de la Laure de la Trinité-Saint-Serge (1693-99), et également le bâtiment civil appelé " Palais des Stroganov " à Oussolié.